# 克盧蒂爾 (愛荷華州)
克盧蒂爾（英語：Clutier）是一個位於美國愛荷華州泰馬縣的城市。

## 地理
克盧蒂爾的座標為42°04′44″N 92°24′12″W / 42.07889°N 92.40333°W，而該地的平均海拔高度為270米（即886英尺）。

## 人口
根據2010年美國人口普查的數據，克盧蒂爾的面積為1.97平方千米，當中陸地面積為1.97平方千米，而水域面積為0.00平方千米。當地共有人口213人，而人口密度為每平方千米108人。